# Phil Manzanera
Phil Manzanera, pseudonimo di Philip Targett-Adams (Londra, 31 gennaio 1951), è un chitarrista rock britannico che è stato uno dei membri storici dei Roxy Music.
Ha fondato i gruppi Quiet Sun e 801, oltre ad aver collaborato come solista e produttore con vari musicisti tra cui Steve Winwood, David Gilmour, John Cale, Godley & Creme, Nico, John Wetton, Brian Eno, Tim Finn e Robert Wyatt.
Noto a inizio carriera per il suo stile innovativo, ha introdotto successivamente nel proprio repertorio le influenze latine che gli derivano dalle sue origini; di padre inglese e madre colombiana, ha trascorso gran parte dell'infanzia tra Colombia, Venezuela, Cuba e le Hawaii.

## Biografia

### Infanzia
A sei anni suona la chitarra per la prima volta a Cuba, dove impara le canzoni folk locali nel periodo della Rivoluzione cubana. Le scene di cui è testimone in quegli anni gli lasciano una forte impressione che sarebbe riaffiorata in buona parte della sua musica. A otto anni impara a suonare il violoncello elettrico in Venezuela. Al ritorno a Londra si dedica a imparare la chitarra da solo dall'età di dodici anni.

### Inizio carriera
Nel 1967 forma i Pooh and the Ostrich Feather con Bill MacCormick e Charlie Hayward, suoi compagni del Dulwich College di Londra; il gruppo esegue all'inizio cover di famosi brani di musica beat e rock psichedelico e ben presto i tre membri cominciano a scrivere materiale proprio, a esibirsi dal vivo con successo e divengono i "Grateful Dead" di Dulwich. Con l'ingresso del tastierista Dave Jarret, nel 1970 la band prende il nome Quiet Sun e inizia a suonare rock progressivo, genere molto in voga in quell'anno, rifacendosi ai brani degli emergenti Soft Machine. Grazie al lavoro di Manzanera, il suono risulta comunque più aggressivo di quello dei Soft, che erano allora sprovvisti di un chitarrista.
In quegli anni il gruppo compone diversi brani e arriva a fare dei provini per la Warner Bros. Records nel 1971, ma non riesce a farsi mettere sotto contratto. Quell'anno si intensificano le performance dal vivo ma la band si scioglierà dopo che MacCormick entra nei Matching Mole e Manzanera comincia a provare per Bryan Ferry, il quale sta cercando un chitarrista per il suo nuovo gruppo di art rock, i Roxy Music. Con l'uscita dei due leader i Quiet Sun si sciolgono nel 1972. Nel 1975, durante le sedute di registrazione del suo primo album solista, Diamond Head, Manzanera riformerà i Quiet Sun con i quali realizza Mainstream con la collaborazione di Brian Eno al sintetizzatore, prima di sciogliere definitivamente il gruppo.

### Roxy Music

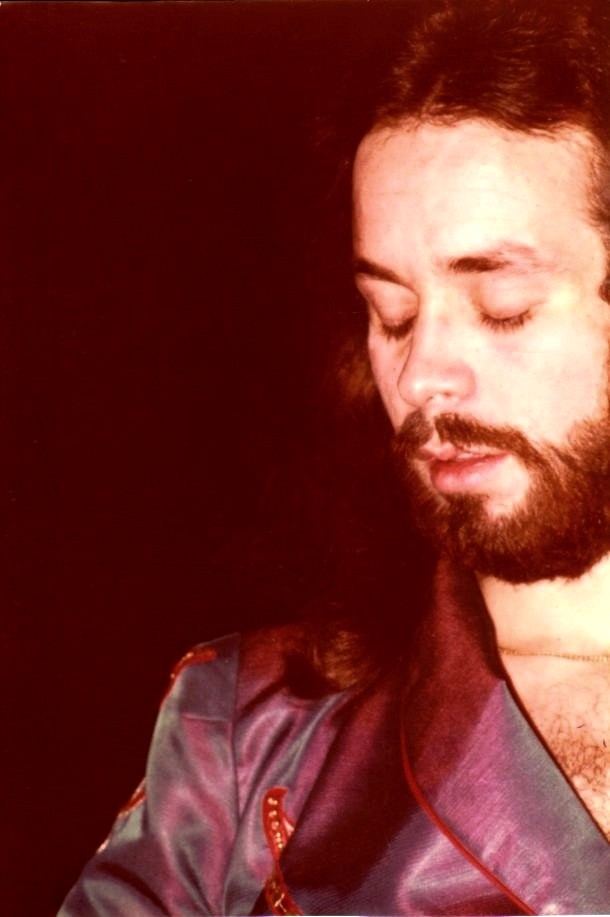
Manzanera con i Roxy Music nel 1973

Alle audizioni del 1971 con Ferry per il chitarrista dei Roxy partecipano in molti e inizialmente Manzanera viene escluso. Viene invece scelto David O'List, già con The Nice; Manzanera rimane comunque affascinato dal progetto e segue il gruppo nei concerti in qualità di roadie. Viene chiamato a farne parte il 4 febbraio 1972, dopo che ne è uscito O'List, e dieci giorni dopo i Roxy vengono messi sotto contratto dalla E.G. Records. Il mese dopo registrano il loro primo album, che viene pubblicato in giugno e in luglio entra nella Official Albums Chart.
Il gruppo, composto inizialmente da Manzanera, Bryan Ferry, Brian Eno, Paul Thompson e Andy Mackay, ottiene grande successo e diventa una delle band più influenti dei primi anni settanta. Dieci dischi dei Roxy Music raggiungono la vetta della Official Albums Chart britannica e molti primeggiano in altre classifiche di altri paesi. Manzanera rimane nel gruppo fino allo scioglimento avvenuto nel 1983. Avrebbe quindi preso parte alle varie riunioni dei Roxy, compresa quella del 2019 quando si esibiscono nella cerimonia con cui vengono inseriti nella Rock and Roll Hall of Fame negli Stati Uniti.

### Collaborazioni, carriera solista e produttore
Uscito dai Roxy Music, Brian Eno pubblica i suoi primi lavori da solista Here Come the Warm Jets nel 1973 e Taking Tiger Mountain (By Strategy) nel 1974. Per entrambi vuole l'apporto alla chitarra di Manzanera, che nel secondo compare anche come assistente alla produzione. Il suo esordio come produttore avviene quello stesso anno per l'album Fear di John Cale. Nel 1975, in un momento di transizione dei Roxy Music, Manzanera pubblica il suo primo album solista Diamond Head, per il quale torna a incidere con Eno.
Nel 1976 fonda il gruppo 801, un progetto dal vivo con un repertorio che include molti dei propri brani e di Brian Eno. Questa band, che comprende lo stesso Eno e Mac Cormick, pubblica quell'anno 801 Live, tratto da un grande concerto a Londra, e l'anno dopo l'unico album in studio, Listen Now. Il tour promozionale di Listen Now si tiene verso fine 1977, vede la presenza di alcuni nuovi musicisti e sarà l'ultima attività degli 801. Di questi concerti, verranno pubblicati su disco Live At Manchester University 02/11/77 nel 1997 e Live @ Hull nel 2000. Con buona parte dei musicisti presenti in Listen Now, nel 1978 incide il suo secondo album solista K-Scope. Un suo riff di chitarra in questo disco sarà ripreso nel brano No Church in the Wild, un grande successo di Jay-Z e Kanye West.
Nel 1980 inaugura nella propria casa uno studio di registrazione, il Gallery Studio, dove verranno a incidere molti musicisti tra i quali Brian Eno, Robert Wyatt, Chrissie Hynde, Kevin Ayers e Annie Lennox. Vengono registrate qui anche alcune parti degli album Flesh + Blood e Avalon dei Roxy Music. Nel 1982 pubblica Primitive Guitars, il suo terzo album da solista, che incide quasi interamente da solo nel Gallery Studio. Nel 1986 la casa discografica da lui fondata pubblica la raccolta dei suoi lavori precedenti Guitarissimo.
Dopo lo scioglimento dei Roxy nel 1983, Manzanera si era intanto unito al progetto The Explorers con il suo compagno nei Roxy Andy Mackay; l'eponimo disco di esordio esce nel 1985. I due continueranno a collaborare negli anni successivi e nel 1988 esce il loro album Crack The Whip. L'intero catalogo degli Explorers sarà pubblicato nel 2001 con il titolo The Complete Explorers. Nel 1987 Manzanera è coautore del brano One Slip dei Pink Floyd, dall'album A Momentary Lapse of Reason. Altri lavori di questo periodo sono Wetton Manzanera, realizzato con John Wetton e pubblicato nel 1987, e The Wasted lands, album strumentale registrato nel 1988 con Andy Grossart e Paul Williams sotto il nome Nowomowa.
Nel 1990 fonda la casa discografica Expression Records, che quello stesso anno pubblica il suo quarto album da solista Southern Cross e l'album strumentale Mato Grosso realizzato in collaborazione con Sergio Dias. Nel 1992 suona dal vivo all'Avana con il Grupo Moncada e la registrazione del concerto viene pubblicata quello stesso anno con il titolo Live at the Karl Marx. Nel 1993 produce l'album Revolution Ballroom di Nina Hagen. Phil Manzanera suona la chitarra nell'album Park Hotel di Alice e co-produce l'album di David Gilmour On an Island suonando con lui nell'omonimo tour dal quale è stato tratto il doppio DVD Remember that night. Negli anni novanta si impegna soprattutto come produttore e come session man. Nel 1999 pubblica Vozero, il suo quinto album, che esce a distanza di nove anni dal quarto. Quello stesso anno Manzanera riprova a Cuba con musicisti locali il progetto 801 di suonare dal vivo, da uno dei concerti verrà tratto Latino, pubblicato nel 2008.

### Riunione dei Roxy Music e altri lavori

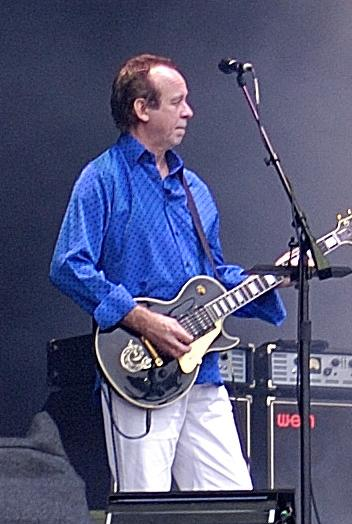
Concerto a Monaco di Baviera nel 2006

Nel 2001 partecipa alla riunione dei Roxy Music per un acclamato tour di 52 date. Quello stesso anno viene chiamato in suo onore l'asteroide 72801 Manzanera scoperto di recente. Dal 2003 al 2008 collabora con lo scultore e artista colombiano Lucho Brieva per un progetto chiamato Corroncho. Nel 2004 torna a pubblicare un proprio album, 6PM, a cui fa seguito l'anno successivo il suo nuovo disco 50 Minutes Later. Nel 2008 pubblica Firebird V11, il suo ottavo album, lavoro strumentale in cui suona una Firebird V11 della Gibson. Nei tre concerti promozionali dell'album tenuti a Londra si esibisce con Gilmour e Mackay. Quello stesso anno collabora con David Byrne e Brian Eno per l'album Everything That Happens Will Happen Today. Sempre nel 2008 esce in cofanetto Live Promo Box, una raccolta di brani dal vivo degli 801 che comprende materiale degli anni settanta e quello registrato a Cuba nel 1999.
Nel 2014 risulta tra i produttori di The Endless River, quindicesimo album dei Pink Floyd, che raggiunge la vetta delle classifiche di vendita in venti paesi. L'anno successivo suona ed è co-produttore in Rattle That Lock di Gilmour, che a sua volta è al primo posto nelle classifiche di dodici paesi. Suona con Gilmour anche in diverse date nel Regno Unito, negli Stati Uniti e in Sud America. Viene nominato maestro concertatore per la Notte della Taranta del 2015 e quello stesso anno esce il suo nono album da solista The Sound of Blue. Nel 2019 viene inserito insieme ad altri membri storici dei Roxy Music nella Rock and Roll Hall of Fame, la cerimonia di ammissione avviene al Barclays Center di New York dove Manzanera si esibisce dal vivo con Ferry e MacKay in sei brani del gruppo.

## Discografia (lista parziale)

### Da solista

#### Album in studio
- 1975 - Diamond Head
- 1978 - K-Scope
- 1982 - Primitive Guitars
- 1990 - Southern Cross
- 1999 - Vozero
- 2004 - 6PM
- 2005 - 50 minutes later
- 2008 - Firebird V11
- 2015 - The Sound of Blue
- 2021 - Caught by the Heart

#### Album dal vivo
- 2016 - Live at the Curious Arts Festival

#### Raccolte
- 1986 - Guitarissimo
- 1995 - The Manzanera Collection
- 2000 - The Manzanera/Expression Sampler
- 2008 - Phil Manzanera - The Manzanera Archives Sampler/Expression Sampler
- 2011 - The Music 1972-2008

### Collaborazioni
- 1974 - The End... (con Nico)1997
- 1975 - Mainstream (con i Quiet Sun)
- 1976 - 801 Live (con gli 801)
- 1977 - Listen Now (con gli 801)
- 1979 - Freeze Frame (con Godley & Creme)
- 1985 - The Explorers (con Andy Mackay)
- 1986 - Wetton Manzanera (con John Wetton)
- 1986 - Park Hotel (con Alice)
- 1988 - The Wasted Lands (with Nowomowa)
- 1988 - Crack The Whip (con Andy Mackay)
- 1989 - Up in Smoke (con Andy Mackay))
- 1990 - Mato Grosso (con Sergio Dias)
- 1991 - Boleros Hoy (con Tania Libertad)
- 1992 - Live at the Karl Marx, Havana (con Moncada)
- 1997 - Live at the Palace (con Andy Mackay)
- 1997 - Live At Manchester University 02/11/77 (concerto del 1977 con gli 801)
- 2001 - 801 Latino (con gli 801)
- 2000 - Live @ Hull (concerto del 1977 con gli 801)
- 2006 - On an Island (con David Gilmour)
- 2008 - Latino (concerto del 1999 con una nuova formazione degli 801 composta da musicisti cubani)
- 2010 - Corroncho (con Lucho Brieva)
- 2013 - Men Singing (con Henry Fool)
- 2013 - Half Life (con The Eden House)
- 2015 - Rattle That Lock (con David Gilmour)
- 2017 - Corroncho Dos (con Lucho Brieva)
- 2017 - Live in Japan, (con the Sound of Blue band)
- 2019 - Roxymphony (con Andy Mackay)

## Produzioni (lista parziale)
- 1974 - Brian Eno: Taking Tiger Mountain (By Strategy)*
- 1974 - John Cale: Fear
- 1975 - Phil Manzanera: Diamond Head
- 1975 - Quiet Sun: Mainstream*
- 1976 - Split Enz: Mental Notes
- 1976 - 801: 801 Live
- 1977 - Phil Manzanera e 801: Listen Now
- 1977 - Split Enz: Another Great Divide (singolo)
- 1978 - Phil Manzanera: K-Scope
- 1979 - Godley & Creme: Freeze Frame*
- 1979 - Roxy Music: Manifesto*
- 1980 - Roxy Music: Flesh + Blood*
- 1980 - Roxy Music: Avalon*
- 1984 - The Explorers: The Explorers*
- 1988 - Manzanera/Mackay: The Complete Explorers*
- 1990 - Phil Manzanera: Southern Cross
- 1990 - Héroes del Silencio: Senderos de Traicion
- 1991 - Éric Charden: Je Rock Ma Vie
- 1992 - Moncada/Manzanera: Live at the Karl Marx, Havana
- 1993 - Heroes del Silencio: El espíritu del vino
- 1993 - Nina Hagen: Revolution Ballroom
- 1994 - Os Paralamas do Sucesso: Severino
- 1994 - Os Paralamas do Sucesso: Dos Margaritas
- 1994 - Antonio Vega: Oceanos de Sol
- 1994 - Fito Páez: Circo Beat
- 1995 - Robi Draco Rosa: Vagabundo
- 1995 - Phil Manzanera: The Manzanera Collection
- 1996 - Aterciopelados: La Pipa de la Paz
- 1997 - Enrique Bunbury: Radical Sonora
- 1999 - Phil Manzanera: Vozero
- 2000 - Mónica Naranjo: Minage
- 2001 - 801 Latino: 801 Latino
- 2003 - Elefantes: La Forma De Mover Tus Manos
- 2004 - Phil Manzanera: 6PM
- 2005 - Phil Manzanera: 50 Minutes Later
- 2006 - David Gilmour: On an Island*
- 2008 - David Gilmour: Live in Gdańsk*
- 2008 - Enrique Bunbury: Hellville de Luxe
- 2008 - Phil Manzanera: Firebird v11
- 2008 - Corroncho: Corroncho
- 2012 - Phil Manzanera/Analee: Nth Entities
- 2014 - Pink Floyd: The Endless River*
- 2014 - Phil Manzanera: The Sound Of Blue
- 2015 - Corroncho: Corroncho Dos
- 2015 - David Gilmour: Rattle That Lock*
- 2015 - Orchestra Popolare “La Notte Della Taranta”: Viva La Taranta
- 2016 - Viva La Taranta: La Notte della Stella
- 2016 - Viva La Taranta: La Musica Salentina

* co-produttore